# Heteropoda kobroorica
Heteropoda kobroorica är en spindelart som beskrevs av Embrik Strand 1911. Heteropoda kobroorica ingår i släktet Heteropoda och familjen jättekrabbspindlar. Inga underarter finns listade i Catalogue of Life.